# (9382) Mihonoseki
(9382) Mihonoseki est un astéroïde de la ceinture principale.

## Description
(9382) Mihonoseki est un astéroïde de la ceinture principale. Il fut découvert le 11 octobre 1993 à Kitami par Kin Endate et Kazuro Watanabe. Il présente une orbite caractérisée par un demi-grand axe de 2,16 UA, une excentricité de 0,14 et une inclinaison de 3,8° par rapport à l'écliptique.

## Compléments